# Млиница
Млиница (словац. Mlynica) — село и одноимённая община в районе Попрад Прешовского края Словакии. В письменных источниках начинает упоминаться с 1268 года.

## География
Село расположено в западной части края, на берегах ручья Новолеснянский поток (бассейн реки Попрад), при автодороге 3093. Абсолютная высота — 684 метра над уровнем моря. Площадь муниципалитета составляет 7,62 км².

## Население
По данным последней официальной переписи 2021 года, численность населения Млиницы составляла 627 человек.
Динамика численности населения общины по годам:
| Год:                | 1994 | 2004     | 2014     | 2024     |
| ------------------- | ---- | -------- | -------- | -------- |
| Количество человек: | 279  | 383      | 472      | 815      |
| Разница:            |      | +37,27 % | +23,23 % | +72,66 % |

Национальный состав населения (по данным переписи населения 2011 года):
| Национальность | Численность, человек |
| -------------- | -------------------- |
| словаки        | 437                  |
| поляки         | 2                    |
| чехи           | 2                    |
| немцы          | 1                    |
| русины         | 1                    |
| не указана     | 2                    |
| всего          | 445                  |

По данным переписи 2021 года, в конфессиональном составе населения преобладали католики (70,1 %), лютеране (4,2 %) и греко-католики (3 %).